# Pardulas
Le pàrdulas, così chiamate in lingua sarda in zone quali il Sulcis, i Campidani di Cagliari e Oristano, Ogliastra etc., così come le casadinas, altra variante delle Barbagie, del Logudoro, etc., sono un tipico dolce pasquale della tradizione sarda. La pàrdula e la casadina vengono spesso italianizzate col nome di formaggella, benché l'utilizzo del formaggio non sia necessario in ogni loro versione. In Corsica sono presenti con nome di imbrucciati.
La pàrdula e la casadina sono piccole tortine con ripieno di ricotta o di formaggio. A seconda della zona si possono trovare in una versione dolce o salata, all'aroma di arancia o limone e, più rara, una versione con l'uvetta.
Nonostante la preparazione identica, il gusto tra la pàrdula (con ripieno di ricotta, più delicata), e la casadina (con ripieno di formaggio fresco, dal sapore più deciso) è molto diverso.